# حسين مبروك
حسين مبروك لاعب كرة يد مصري ، ولاعب النادي الأهلي ومنتخب مصر ، ويلعب كظهير أيسر.

## وصلات خارجية
- حسين مبروك على موقع أوليمبيديا (الإنجليزية)